# 433 v.Chr.
Het jaar 433 v.Chr. is een jaartal volgens de christelijke jaartelling.

## Gebeurtenissen

### Perzië
- Koning Artaxerxes I krijgt klachten over het soepele belastingbeleid van gouverneur Nehemia, waardoor hij op het matje wordt geroepen.

### Griekenland
- Athene en Korinthe hebben een geschil over Corcyra, dat een verbond heeft gesloten met de Atheners. In de Slag bij Sybota werd de Korinthische vloot vernietigd.
- Perikles sluit een alliantie met Rhegium, de Atheense vloot bedreigt de handelsroute van Sparta naar Sicilië.
- Potidaea komt in opstand tegen de Atheense overheersing.